# QTH-Locator

Struktur des QTH-Locators.

Der QTH-Locator (auch: QTH-Kenner, Locator, Maidenhead Locator oder einfach Maidenhead bezeichnet) ist die Angabe eines Standortes anhand eines an den Längen- und Breitengraden ausgerichteten geodätischen Netzes. Die Erdoberfläche wird dadurch in Felder unterteilt, die als Positionsangabe verwendet werden. QTH-Locator-Systeme wurden von Funkamateuren entwickelt und werden im Amateurfunk im UKW-Funkverkehr und auch auf Kurzwelle zur Positionsangabe verwendet.
Die Abkürzung QTH entstammt dem Q-Schlüssel und bedeutet Mein Standort ist. In der Amateurfunkbetriebstechnik werden diese drei Buchstaben oft synonym für Standort genutzt.
QTH-Locator-Systeme entstanden aus der Notwendigkeit, einfache, mathematisch verwendbare Positionsangaben zur Verfügung zu haben, um Richtung und Entfernung zwischen den Teilnehmern einer Funkverbindung berechnen zu können. Die Entfernung wird zur Auswertung von Amateurfunkwettbewerben benötigt und ist auch von allgemeinem Interesse für die beteiligten Funkstationen.

## Maidenhead Locator

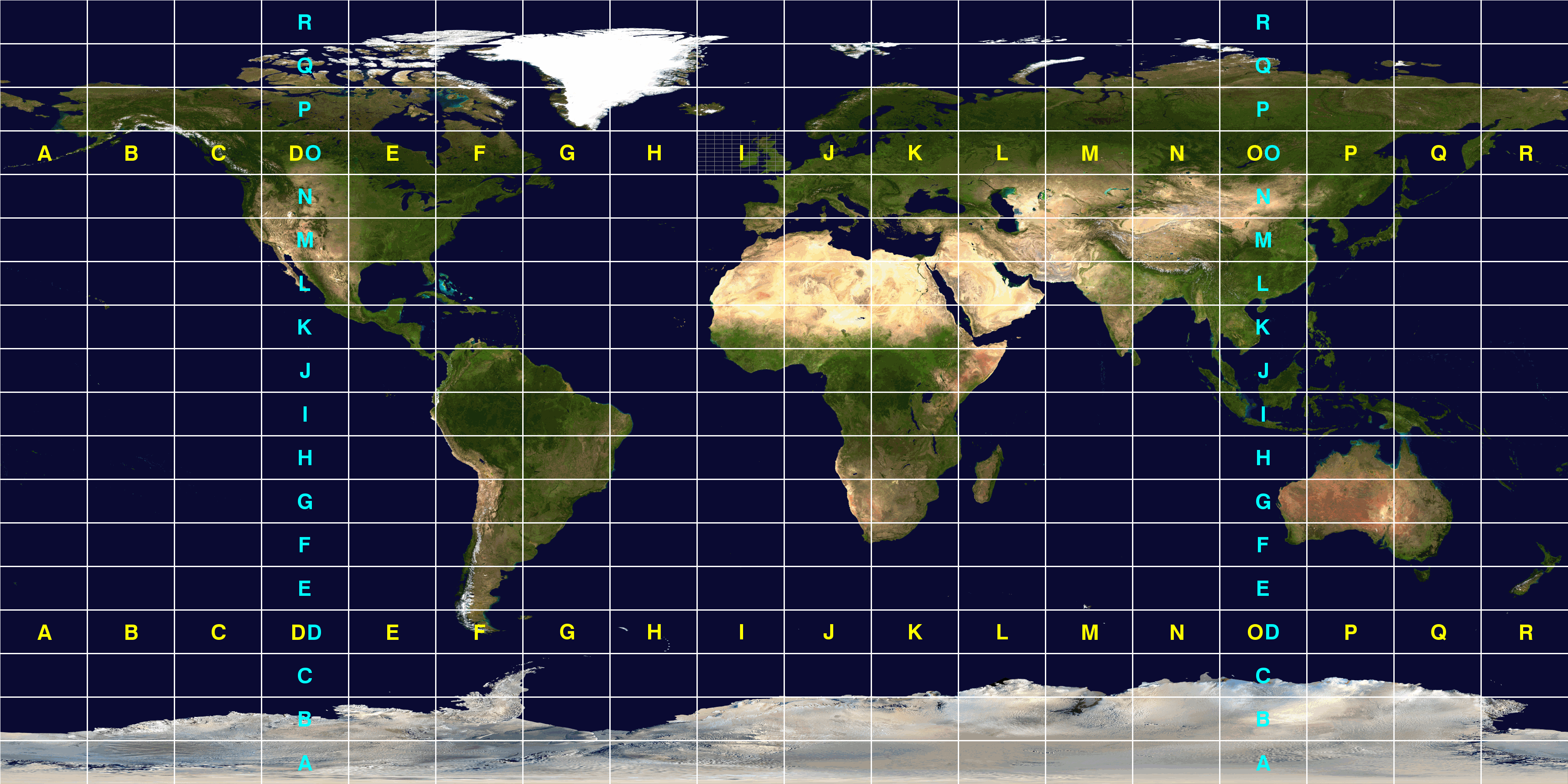
Aufteilung der Erde in 18 × 18 = 324 Größtfelder von AA bis RR.

QTH-Locator-Größtfelder in Europa mit Ausschnittvergrößerung des Größtfeldes IO, das die dortigen Großfelder zeigt.

Das aktuelle QTH-Locator-System, auch genannt Maidenhead Locator, ist ein System zur alphanumerischen Codierung von Standorten. Der Standort kann dabei unterschiedlich genau codiert werden, je genauer, desto länger ist der QTH-Locator. Die Codierung besteht immer im Wechsel aus zwei Buchstaben und zwei Ziffern.
Zur Standordcodierung wird die Erdoberfläche in 18 × 18 = 324 Größtfelder, jedes Größtfeld in 10 × 10 = 100 Großfelder und jedes Großfeld in 24 × 24 = 576 Kleinfelder unterteilt. Die Großfelder sind deckungsgleich mit denen des alten Systems (siehe QRA-Locator). Die Größtfelder werden mit zwei Großbuchstaben von AA bis RR gekennzeichnet, die Großfelder mit zwei Ziffern von 00 bis 99. Die Kleinfelder werden wiederum mit zwei weiteren Buchstaben von aa bis xx gekennzeichet. Beispiel: BL11bh. Es herrscht allerdings uneinigkeit, ob die Buchstaben an der fünften und sechsten Stelle groß oder klein geschrieben werden sollten. Die International Amateur Radio Union (IARU) empfiehlt die generelle Großschreibung sowie case-insensitive Softwareimplementierungen.
Die Zählung beginnt bei 180° Länge (erster Buchstabe) bzw. am Südpol (2. Buchstabe) und verläuft von West nach Ost bzw. Süd nach Nord. Jedes Größtfeld misst somit 20° in der Länge und 10° in der Breite. Als zugrunde liegendes Koordinatensystem wurde 1999 das World Geodetic System 1984 (WGS 84) festgelegt. Der Maidenhead Locator erlaubt so Positionsangaben mit einer Genauigkeit von 5′ Länge und 2′ 30″ Breite. Das entspricht in Deutschland etwa einer Genauigkeit von 6,33 km in Längenrichtung und 4,63 km in Breitenrichtung. Bei dieser Genauigkeit hat das System 324 × 100 × 576 = 18.662.400 Kleinfelder.
Dies Codierung kann erweitert werden, die Kleinfelder werden dann in 100 Mikrofelder unterteilt. Dadurch wird die Genauigkeit auf 30″ Länge und 15″ Breite, bzw. etwa 500 m verbessert. Beispiel: BL11bh16. Die Möglichkeiten der Erweiterung sind unbegrenzt. Selten findet man die Angabe mit Nanofeldern (englisch nanosquares), wobei jedes Mikrofeld in 24 × 24 = 576 Nanofelder unterteilt wird. Hier würden wieder Buchstaben von AA bis XX zur Identifizierung genutzt. Die Angabe von Nanofeldern ist nur sinnvoll, wenn die Basisdaten eine Genauigkeit von mindestens 20 m liefern, also z. B. von einem GPS-Empfänger stammen.
Noch genauere Unterteilungen sind prinzipiell möglich, werden aber in der Praxis nicht genutzt.
Im Amateurfunk auf Kurzwelle werden QTH-Locators in der Regel nur bei der Nutzung bei digitaler Betriebsarten ausgetauscht, so insbesondere vierstellige Locators bei Verbindungen in FT8. Bei SSB- und Morsetelegraphieverbindungen auf UKW werden meist sechsstellige Locators genutzt. 

## QRA-Locator
Vorläufer des heute gebräuchlichen QTH-Locators ist der QRA-Locator, der von Dieter Vollhardt entwickelt und 1959 von der IARU Region 1 VHF Working Group als Standard für Positionsangaben übernommen wurde. Sein ursprüngliches System bestand aus zwei Buchstaben und zwei Ziffern (Beispiel: EM17). Beginnend bei 0° Länge und 40° nördlicher Breite gab der erste Buchstabe die geografische Länge in 2°-Schritten und der zweite die geografische Breite in 1°-Schritten an. Die Ziffern unterteilten jedes dieser Großfelder zehnfach in der Länge und achtfach in der Breite in 80 Kleinfelder.
Die vierstellige Angabe wurde 1963 durch Hinzufügen eines weiteren Buchstabens erweitert, durch den jedes Kleinfeld nochmals in 9 Kleinstfelder unterteilt wurde (Beispiel: EN43d). Positionsangaben waren so mit einer Genauigkeit von 4' in West-Ost- und 2' in Nord-Süd-Richtung möglich. 1972 wurde der Name auf QTH-Locator geändert. Das System wurde schnell populär und es entstand der Wunsch, es weltweit zu verwenden. Dem stand allerdings entgegen, dass sich die Feldbezeichnungen mehrfach wiederholten, wenn man das System auf die ganze Erdoberfläche ausweitete.
Von vielen Vorschlägen wurde 1980 auf dem VHF-Working-Group-Treffen in Maidenhead (England) der Vorschlag von John Morris (GM4ANB) im Wesentlichen als der beste angesehen und veröffentlicht. Das neue System wurde unter dem Namen Maidenhead Locator bekannt und 1982 von IARU Region 2 und 1983 von IARU Region 3 übernommen. 1984 legte die IARU-Region-1-Konferenz das offizielle Einführungsdatum des neuen Systems in ihrem Bereich auf 1986 fest.